# Longlow Rock
Der Longlow Rock ist ein Brandungspfeiler im Archipel der Südlichen Sandwichinseln. Er ragt 1,5 km südsüdwestlich des Borley Point und 0,8 km vor der Westküste von Montagu Island aus dem Meer auf. 
Wissenschaftler der britischen Discovery Investigations kartierten und benannten ihn im Jahr 1930.